# Lili Budach
Lili-Mari Budach (* 29. Juli 2003) ist eine deutsche Schauspielerin und ein Model. Sie wurde bekannt in ihrer Rolle als Emily Bannenberg in der Fernsehserie Heldt.

## Karriere
Im Alter von zehn Jahren, nahm die damalige Schülerin erfolgreich an einem Casting für die ZDF Krimiserie Heldt teil und spielte seitdem in den Staffeln zwei bis acht die Tochter der Hauptrolle Ellen Bannenberg (Janine Kunze). Die Darstellerin der Staatsanwältin ist auch im realen Leben ihre Mutter. Weitere Rollen waren sechs Folgen als Anna Grützmacher in der Dramedy-Reihe Der Lehrer sowie Auftritte im Film Sechs Richtige und ich und in der Serie Comeback oder weg?, bei denen Budach sich selber spielt. Sie wirkte außerdem als Emily in der Episode Versager der Polizeiserie Notruf Hafenkante mit. Von 2019 bis 2021 gestaltete sie gemeinsam mit ihrer Mutter den Podcast Kunzes Kosmos.

## Filmografie (Auswahl)
- 2014–2021: Heldt (Staffeln zwei bis acht als Emily Bannenberg)
- 2017: Notruf Hafenkante (Staffel 12, Folge 3 als Emily)
- 2017: Sechs Richtige und ich (Fernsehfilm als Lili-Mari Budach)
- 2017: Comeback oder weg? (3 Folgen als Lili Mari)
- 2020–2021: Der Lehrer (6 Folgen als Anna Grützmacher)

## Audio
seit 2019: Podcast Kunzes Kosmos mit Janine Kunze

## Privates
Dirk Budach, der Mann von Janine Kunze, ist der Vater der Schauspielerin. Seit ihrem Abitur im Jahre 2021 studiert Lili Rechtswissenschaften. Sie hat zwei jüngere Geschwister, Lola und Luis-Fritz (geb. 2010)